# Stefan Stenudd
Raoul Stefan Stenudd, född 20 maj 1954 i Stockholm är en svensk författare, astrolog, frilansjournalist och aikidoinstruktör. 
Stenudd debuterade som författare 1979 med ungdomsboken Om Om, följd genom åren av ett antal romaner och fackböcker, framför allt om aikido och astrologi. Han har också tolkat den klassiska kinesiska visdomsboken Daodejing och översatt Fem ringars bok av samurajen Miyamoto Musashi. Som doktorand i idéhistoria vid Lunds universitet forskar han i skapelsemyters tankemönster. Inom journalistiken har han skrivit för kultur- och nöjesredaktioner på bland annat Aftonbladet och Dagens Nyheter. Han är numera bosatt i Malmö och är stammis på baren Syltan. Mellan 1995 och 2006 var han under signaturen Bong krogrecensent på Sydsvenska Dagbladet, Bong används fortfarande som signatur för alla krogrecensioner i Sydsvenska Dagbladet.
Stenudd började träna aikido i Järfälla 1972. Han har graden 7 dan och är Shihan Aikikai, sitter i den svenska Aikikais graderingskommitté och i styrelserna för Internationella Aikidofederationen (IAF) och Svenska Budo & Kampsportsförbundet. Tidigare har han även varit ordförande för förbundets aikidosektion. Han är huvudinstruktör för aikidon på kampsportklubben GAK Enighet. Tidigare höll han i Brandbergens aikidoklubb i Stockholmsförorten Brandbergen, en klubb som han själv grundat. Han instruerar också regelbundet på andra klubbar i Skåneregionen, samt håller träningsläger i Tyskland och i Tjeckien. Som aikidoinstruktör är han framför allt inspirerad av Shoji Nishio även om han måste sägas vara framför allt sin egen. Till sin aikido har han konstruerat egna vapenövningar, bland annat en serie som han kallar aiki batto.